# U-Bahnhof Westentor
Der U-Bahnhof Westentor ist ein Tunnelbahnhof der Stadtbahn Dortmund. Er wurde im Frühjahr 2008 mit Inbetriebnahme der dritten Stammstrecke eröffnet.

## Lage
Der U-Bahnhof befindet sich am westlichen Rand der Dortmunder City, unterhalb der Mündung der Rheinischen Straße in die Bundesstraße 54. An seinem westlichen Ende verfügt der Bahnhof über ein Kehrgleis in Mittellage, das für die teilweise, sonn- und feiertags sogar ganztags hier endenden Züge der Linie U43 benötigt wird.
Über Ausgänge können sowohl die Kampstraße im Osten als auch die Rheinische Straße und das Dortmunder U im Westen erreicht werden. Der Ausgang in Richtung der Rheinischen Straße verfügt über eine Verteilerebene. Darüber hinaus verfügen beide Ausgänge über Rolltreppen und Aufzüge, sodass die Station barrierefrei ist.

## Linien
| Linie | Linienverlauf | Takt                                                       |
| ----- | --- | ---------------------------------------------------------- |
| U 43  | DO-Dorstfeld Betriebshof1 – Wittener Straße – Ottostraße – Ofenstraße – Heinrichstraße – U Unionstraße – U Westentor2 – U Kampstraße – U Reinoldikirche – U Ostentor – Lippestraße – Funkenburg – Von-der-Tann-Straße – Berliner Straße – Am Zehnthof – Juchostraße – Rüschebrinkstraße – Pothecke – Knappschaftskrankenhaus – Oberdorfstraße – Brackel Kirche – Brackel Verwaltungsstelle – In den Börten3 – Döringhoff – Businkstraße – Asseln, Aplerbecker Straße – Am Hagedorn – Ruckebierstraße – Zugstraße – Eichwaldstraße – Bockumweg4 – Wickede Post5 – Dollersweg – DO-Wickede 6 Diese Linie verkehrt auf der Stammstrecke III | 10 min (1–2, 3–4) 3/7 bzw. 4/6 min (2–3) 20 min (4–5, 4–6) |
| U 44  | Dortmund, Walbertstraße/Schulmuseum – DO-Marten Süd – Auf dem Brümmer – Poth – Dorstfeld Betriebshof – Wittener Straße – Ottostraße – Ofenstraße – Heinrichstraße – U Unionstraße – U Westentor2 – U Kampstraße – U Reinoldikirche – Geschwister-Scholl-Straße – Enscheder Straße – Borsigplatz – Vincenzheim – Dortmund, Westfalenhütte Diese Linie verkehrt auf der Stammstrecke III | 10 min                                                     |